# 久保木優
久保木 優（くぼき ゆう、1989年7月28日 - ）は、東京都出身の元サッカー選手、現サッカー指導者。選手時代のポジションはFW。

## クラブ歴
東京ヴェルディ1969の下部組織から国士舘大学に進学。しかし大学では公式戦に出る事が出来なかった。
大学卒業後はタイに渡り、チャチューンサオFCに加入したが、彼を評価していた監督が引き抜かれた事を理由に、タイに渡って1週間で契約を破棄された。その後もタイに滞在し、カスタムズ・ユナイテッドFCに加入、選手としてのキャリアが始まった。1シーズンで契約満了し退団。
2014年はサムットサーコーンFCに加入。出場1分で負傷退場、クラブの意向で現地の医師に従って治療していたものの快方に向かわず、結局1分の出場で契約が終了した。なお、その後帰国し前十字靭帯断裂と診断された。
2015年、前十字靭帯断裂以前から彼を評価していた監督がいるチャムチュリ・ユナイテッドFCに加入。怪我からの回復具合を考慮しての起用が続いた中で19得点をし得点王に輝いた他、ベストイレブンにも選出された。昇格プレーオフにも絡んだが、昇格は出来なかった。
2016年、タイ・ディヴィジョン1リーグのナコーンパトム・ユナイテッドFCに加入し個人昇格したものの、開幕前日に不当解雇された。その後、4年前に契約を一方的に破棄されたチャチューンサオFCに加入。その後夏にアユタヤ・ウォリアーFCに移籍した。
2017年は2回も不当解雇を受けたタイを離れて、オーストラリアのシドニー・オリンピックFCに所属。セミプロリーグであり、ステップアップが望めないと判断し10月に帰国した。
2018年はウズベキスタンにトライアルのため渡ったが、契約を勝ち取る事は出来なかった。しかし、このトライアルで知り合ったエージェントの影響もあって、8月にミネルヴァ・パンジャーブFCに加入。

## 指導歴
2021年7月にFC延岡AGATAのコーチに就任した。2023年に愛媛FCU-15新居浜のコーチに就任した。